# 尖阿蹄盖蕨
尖阿蹄盖蕨（学名：Athyrium ×hohuanshanense）为蹄盖蕨科蹄盖蕨属下的一个种。

## 扩展阅读
- 維基物種上的相關：尖阿蹄盖蕨